# Gilberto Reyes
Pour les articles homonymes, voir Reyes.
Gilberto Rolando (Polanco) Reyes (né le 10 décembre 1963 à Santo Domingo, République dominicaine) est un ancien receveur des Ligues majeures de baseball, ayant joué entre 1983 et 1991 pour les Dodgers de Los Angeles et les Expos de Montréal.

## Carrière
Signé comme agent libre par les Dodgers en 1980 alors qu'il n'est âgé que de 16 ans, Gilberto Reyes prend part à son premier match le 11 juin 1983 à Cincinnati, contre les Reds. Il obtient son premier coup sûr dans les majeures le 22 juin contre San Diego.
Après avoir alterné pendant cinq saisons entre Los Angeles et les ligues mineures, Reyes est échangé à Montréal le 27 mars 1989 en retour du lanceur Jeff Fischer. 
Malgré un talent défensif évident et un lancer puissant lui permettant de surprendre facilement les coureurs en tentative de vol, la carrière de Reyes ne prit jamais son envol à Montréal, principalement en raison d'un problème d'alcoolisme. Il échoua également un contrôle antidopage. Il sera libéré par les Expos en mai 1992.
Reyes tentera par la suite de se tailler un poste avec les Rockies du Colorado, alors équipe d'expansion dans la Ligue nationale, mais ne parviendra pas à revenir dans les majeures.